# 学校法人三育学院
学校法人三育学院（がっこうほうじんさんいくがくいん）は、日本の学校法人である。

## 法人概要
日本国内において、大学・大学院・専門学校・高等学校・中等教育学校各1校・中学校3校・小学校10校・幼稚園4園を運営している。
2018年4月1日、学校法人広島三育学院（広島県三原市）と学校法人沖縄三育学院（沖縄県北中城村）が、学校法人三育学院（千葉県大多喜町）と合併し、3つの学校法人が1つに統合された。

## 教育理念
（出典は法人公式サイト）
建学の精神
Do for Others in Christ
神に仕え人に奉仕する人物の育成
教育目標
Humanity and Service with Hand, Head, and Heart.
人の中に創造主のみかたちを回復するという使命に従い、身体性、精神性、霊性、社会性の調和ある開発を行い、与えられた生涯の全期間にわたって、神に仕え人に奉仕する人物となることを目標とする。
目指す学校像
I.Physical Strength
より良い奉仕を可能とするために健全な身体性を維持する習慣を身につけることができる学校
II.Mental Capacity
世界のどこに遣わされてもよい奉仕を行える安定した精神性と深い知性を育むことができる学校
III.Spiritual Vision
他者と共により良い未来を実現するために自らを用いようとする正しい霊性を育むことができる学校

## 沿革
（沿革の出典は公式ウェブサイト内）
- 1898年（明治31年）- キリスト教宣教師ウィリアム・C・グレンジャー宣教師により、東京・麻布に「芝和英聖書学校」を設立。
- 1914年（大正3年）- 東京府豊多摩郡杉並村（現在の杉並区）天沼に移転。「日本伝道学校」と改称。
- 1919年（大正8年）- 小学校・中学部・高等部を設置し、「天沼学院」と改称。
- 1926年（大正15年）- 千葉県君津郡神納村（袖ヶ浦町を経て、現在の袖ケ浦市）に男子部移転。「日本三育学院」と改称。天沼学院は「日本三育女学院」と改称。
- 1928年（昭和3年）- 「東京衛生病院看護婦学校」（3年課程）を天沼に設立。
- 1943年（昭和18年）
  - 9月20日 - キリスト教信仰のゆえの治安維持法違反の容疑で、特高警察により院長以下主要教員が検挙・連行。女学院も同様。学院業務を停止。
  - 12月26日 - 千葉県例により学院閉鎖。学院施設は陸軍療養所として接収。
- 1947年（昭和22年）1月23日 -「日本三育学院」再開。
- 1948年（昭和23年）- 「財団法人日本三育学院」に改組し、「日本三育学院神学校」と称する。
- 1949年（昭和24年）- 茨城県日立市に「日本三育学院久慈川教会小学校」設立。天沼に「天沼教会小学校」設立。
- 1950年（昭和25年）- 「東京衛生病院看護婦学校」を「東京衛生病院看護婦養成所」と名称変更。2年後、厚生省の認可を受ける。
- 1951年（昭和26年）- 「日本三育学院神学校」は「学校法人三育学院」に改組。札幌市に「札幌教会小学校」設立。鹿児島市に「鹿児島キリスト教会幼稚園」設立。
- 1953年（昭和28年）- 「日本三育学院神学校」神学科・教育学科・セクレタリー科を設置し、「日本三育学院カレッジ」と改称。沖縄県島尻郡佐敷村（佐敷町を経て、現在の南城市）に「沖縄三育小学校」設立。「日本三育学院鹿児島教会小学校」設立。広島市に「広島三育学院幼稚園」設立。岩手県盛岡市に「盛岡三育幼稚園」設立。
- 1954年（昭和29年）- 那覇市に「沖縄ミッション中学校」、横浜市に「横浜三育幼稚園」を設立。
- 1956年（昭和30年）- 広島市に「広島三育学院小学校」設立。
- 1957年（昭和32年）- 「沖縄ミッション中学校」を「沖縄三育中学校」と改称し、佐敷村へ移転。「沖縄三育小学校」と併設。横浜市に「横浜三育小学校」設立。
- 1959年（昭和34年）- 「天沼教会小学校」を「東京三育小学校」と改称し、現在地へ移転。
- 1965年（昭和40年）- 「北浦三育幼稚園」設立。「日本三育学院鹿児島教会小学校」を「鹿児島三育小学校」へ改称。
- 1967年（昭和42年）- 函館市に「函館三育保育園」設立。
- 1969年（昭和44年）- 「北浦三育中学校」設立。「沖縄三育中学校」が現在地の名護市に移転、全寮制実施。「久慈川教会小学校」が「久慈川三育小学校」に改称。
- 1971年（昭和46年）- 「三育学院短期大学」（英語学科）設立。「札幌教会小学校」が「札幌三育小学校」に改称。
- 1974年（昭和49年）- 「東京衛生病院看護婦養成所」をカレッジに移管し、「三育学院カレッジ看護学科」と名称変更。「沖縄三育小学校」が西原町へ移転。
- 1975年（昭和50年）- 「北浦三育幼稚園」閉園。
- 1976年（昭和51年）- 専修学校発足に伴い、カレッジを「専門学校三育学院カレッジ」と改称。
- 1977年（昭和52年）- 「広島三育学院大和小学校・中学校・高等学校」開校
- 1978年（昭和53年）- 「専門学校三育学院カレッジ」・「三育学院短期大学」は千葉県袖ヶ浦町（現在の袖ケ浦市）から同県夷隅郡大多喜町久我原へ移転。
- 1980年（昭和55年）- 函館市に「函館三育小学校」設立
- 1983年（昭和58年）- 「札幌三育幼稚園」設立。
- 1987年（昭和62年）- カレッジ看護学科を短期大学看護学科へ改組転換。
- 1999年（平成11年）- 「沖縄三育小学校」が現在地の北中城村へ移転。
- 2004年（平成16年）- 短期大学に専攻科（地域看護学専攻）を設置。
- 2007年（平成19年）12月 -「三育学院大学　看護学部看護学科」認可。
- 2008年（平成20年）- 「三育学院大学」開学、看護学部看護学科を設置。
- 2016年（平成28年）- 「三育学院短期大学」閉校。
- 2017年（平成29年）- 法人理事会にて「北浦三育中学校」の大多喜町への移転統合計画承認。
- 2018年（平成30年）- 「盛岡三育幼稚園」閉園。
- 2019年（令和元年）- 「三育学院中学校」が千葉県での設置認可計画承認。
- 2020年（令和2年）- 「北浦三育中学校」が移転統合、千葉県夷隅郡大多喜町に「三育学院中学校」開校。
- 2021年（令和3年）- 三育学院中等教育学校設立に向け準備を始める。

## 設置校

### 大学・専門学校
- 三育学院大学
- 三育学院カレッジ

### 高校
- 広島三育学院高等学校

### 中学校・中等教育学校
- 沖縄三育中学校
- 三育学院中学校・中等教育学校
- 広島三育学院中学校

### 小学校
- 札幌三育小学校
- 函館三育小学校
- 久慈川三育小学校
- 光風台三育小学校
- 東京三育小学校
- 横浜三育小学校
- 広島三育学院小学校
- 広島三育学院大和小学校
- 鹿児島三育小学校
- 沖縄三育小学校

### 幼稚園・こども園
- 札幌三育幼稚園
- 横浜三育幼稚園
- 広島三育学院幼稚園
- 鹿児島三育幼稚園（認定こども園）

### かつて設置されたが廃校になった学校
- 北浦三育中学校（閉校後、三育学院中学校として移転）
- 三育学院短期大学

## 公式サイト
- 学校法人三育学院